# Tetrica saucia
Tetrica saucia är en insektsart som beskrevs av Stsl 1870. Tetrica saucia ingår i släktet Tetrica och familjen sköldstritar. Inga underarter finns listade i Catalogue of Life.